# Partido judicial de Osuna
El partido judicial de Osuna es uno de los 85 partidos judiciales en los que se divide la comunidad autónoma de Andalucía y creado por Real Decreto en 1983, como número uno de los quince en que se divide la provincia de Sevilla, en España.

## Ámbito geográfico

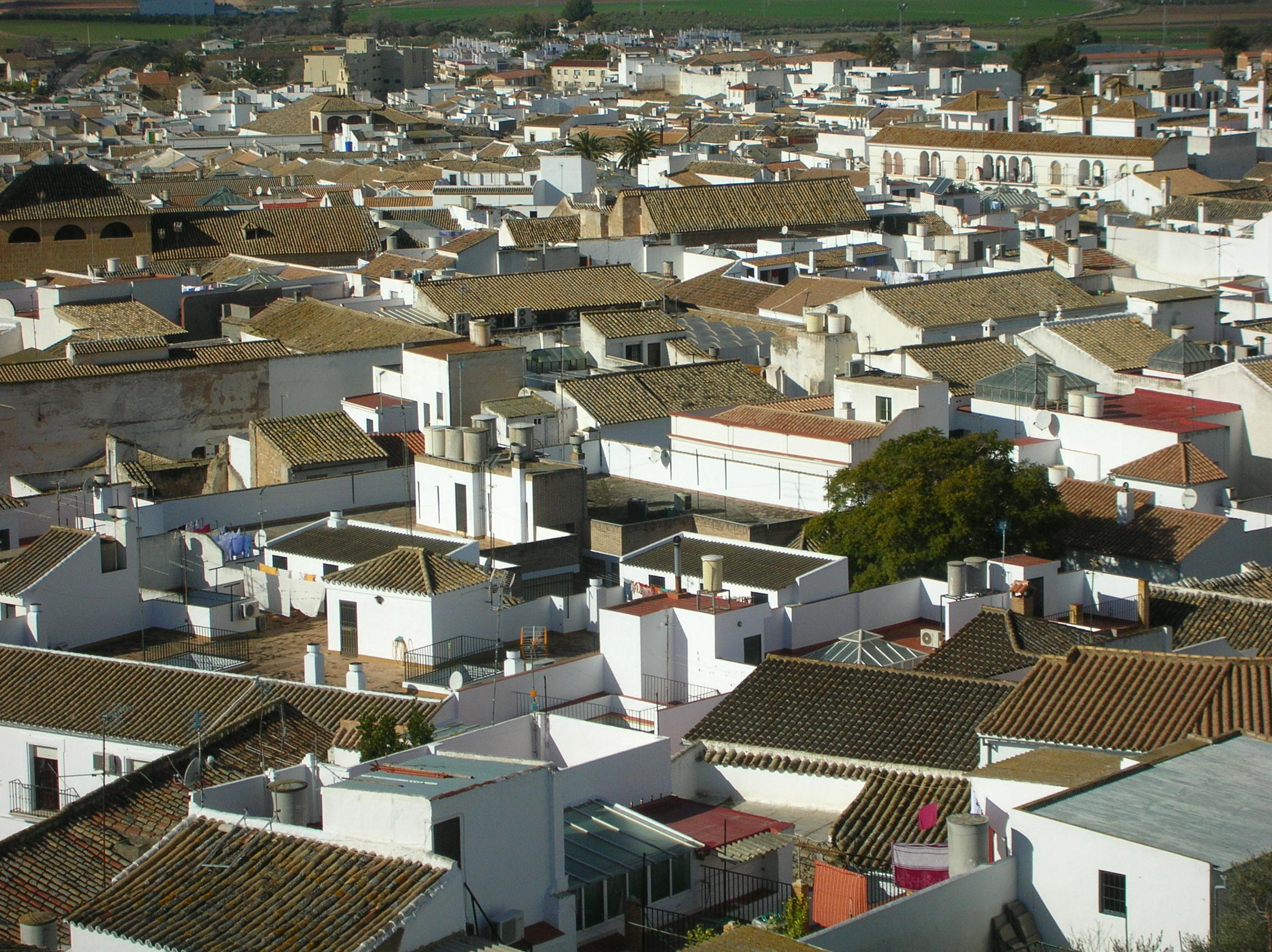
Vista general de Osuna

| Partido Judicial | Capital de partido | Municipios que comprende                                                                             |
| ---------------- | ------------------ | --- |
| 7                | Osuna              | Algámitas, Los Corrales, La Lantejuela, Martín de la Jara, Osuna, El Rubio y Villanueva de San Juan. |